# 車敏來
車敏來，字遜公，一字望亭，湖南邵陽縣人，清朝政治人物。

## 生平
康熙五十二年（1713年）癸巳恩科進士，留充教習，選入詩經館。授廣東新會縣知縣，遷安邑縣，遷保德知州。有《偶然草》。